# Nielebock
Nielebock ist eine Ortschaft und ein Ortsteil der Einheitsgemeinde Stadt Jerichow im Landkreis Jerichower Land in Sachsen-Anhalt.

## Geografie
Nielebock liegt am Nordrand eines sich zwischen Parey und Rathenow erstreckenden Waldgebietes an der Kreisstraße 1196. Die Straße verbindet Nielebock mit seinen Nachbarorten Genthin im Osten und Ferchland im Westen. Um den Ort herum fließt der Schaugraben, an dessen jenseitigem Ufer weitläufige landwirtschaftliche Flächen liegen.
Zur Ortschaft Nielebock gehört der Ortsteil Seedorf.

## Geschichte
Der Ortsname Nielebock kommt aus dem Slawischen und wurde früher auch „Nylebuck“ geschrieben. Das Dorf wurde erstmals 1383 urkundlich erwähnt. 1454 wurde die Stendaler Bürgerfamilie Koneke vom Magdeburger Erzbischof mit Getreidezinsen in "Nylebugk" belehnt. Eine weitere schriftliche Erwähnung stammt aus dem Jahr 1563. Zusammen mit Seedorf war es ab 1773 im Besitz der Grafen von Wartensleben, die in Karow ansässig waren.
Beide Orte wurden nach der Machtübernahme Brandenburgs 1680 in den Jerichower Gesamtkreis mit dem Hauptort Genthin eingegliedert. Daraus wurde 1785 der preußische Distrikt Jerichow II, ab 1815 Kreis Jerichow II.
Am 20. Juli 1950 wurde die bis dahin eigenständige Gemeinde Seedorf nach Nielebock eingemeindet.
1910 hatte Nielebock 261 Einwohner. Die Einwohnerzahl erhöhte sich bis 1939 auf 273 und 1964 hatte Nielebock zusammen mit Seedorf 390 Einwohner.
Durch einen Gebietsänderungsvertrag hat der Gemeinderat von Nielebock am 18. Mai 2009 beschlossen sich aufzulösen und mit 11 anderen Gemeinden sich zu einer neuen Einheitsgemeinde mit dem Namen Stadt Jerichow zu vereinigen. Dieser Vertrag wurde vom Landkreis als unterer Kommunalaufsichtsbehörde genehmigt und trat am 1. Januar 2010 in Kraft.
Im gleichen Atemzuge hörte auch die Verwaltungsgemeinschaft Elbe-Stremme-Fiener auf zu existieren, da sich alle ehemaligen Mitgliedsgemeinden zur neuen Einheitsgemeinde „Stadt Jerichow“ zusammenschlossen.

## Politik
Letzte Bürgermeisterin von Nielebock war Marion Luderer.

### Wappen und Flagge
Das Wappen und die Flagge wurden am 4. Juni 2008 durch den Landkreis genehmigt.
Blasonierung: „Gespalten von Gold und Rot, vorn drei grüne Ähren, hinten ein steigender silberner Ziegenbock, am Haupt des grünen Wellenschildfußes ein silberner Wellenbalken.“
Die Farben Nielebocks sind: Grün–Gold (Gelb).
Im Auftrag des Gemeinderates unterzog der Kommunalheraldiker Jörg Mantzsch das in Gewohnheitsrecht geführte Wappen einem Redesign. Die Ähren im Wappen symbolisieren die bis heute betriebene Landwirtschaft. Der grüne Schildfuß bezieht sich auf die waldreiche Natur, während der Bock ein Bezug zum Ortsnamen darstellt.
Die Flagge ist grün–gelb (1:1) gestreift (Querform: Streifen waagerecht verlaufend, Längsform: Streifen senkrecht verlaufend) und mittig mit dem Wappen belegt.

## Bauwerke

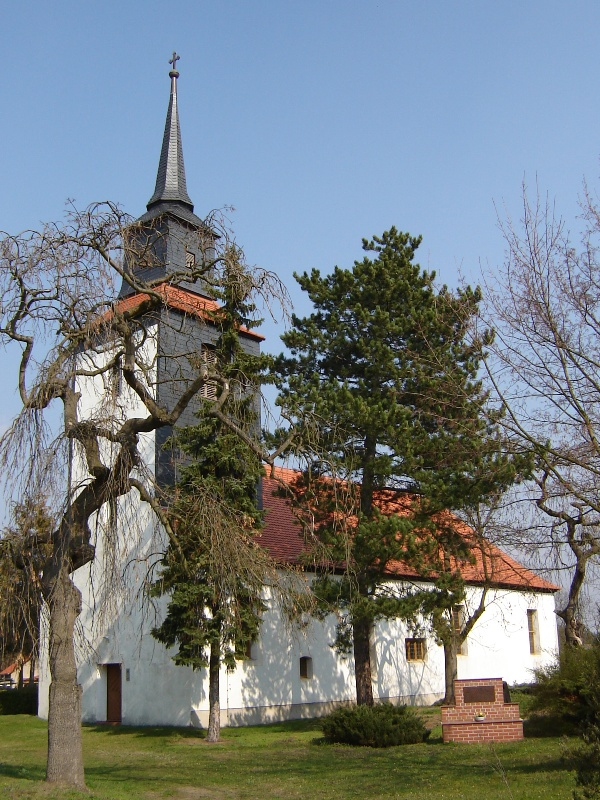
Kirche in Nielebock

Die Evangelische Kirche Nielebock steht nördlich der Durchgangsstraße in der Mitte des Ortes.

## Persönlichkeiten
- Herms Niel (1888–1954), Komponist von Marschliedern, eigentlich Ferdinand Friedrich Hermann Nielebock